# Lot 40 (Île-du-Prince-Édouard)
Lot 40 est un canton dans le comté de Kings, Île-du-Prince-Édouard, Canada. Il fait partie de la Paroisse St. Patrick.

## Population
- 503 (recensement de 2001)[1]
- 477 (recensement de 2006)[1]
- 435 (recensement de 2011)[2]

## Communautés
Incorporé :
- Morell

Non-incorporé :
- Bangor
- Dingwell
- Greenwich
- Midgell
- Morell East
- Windon